# Zona hadal

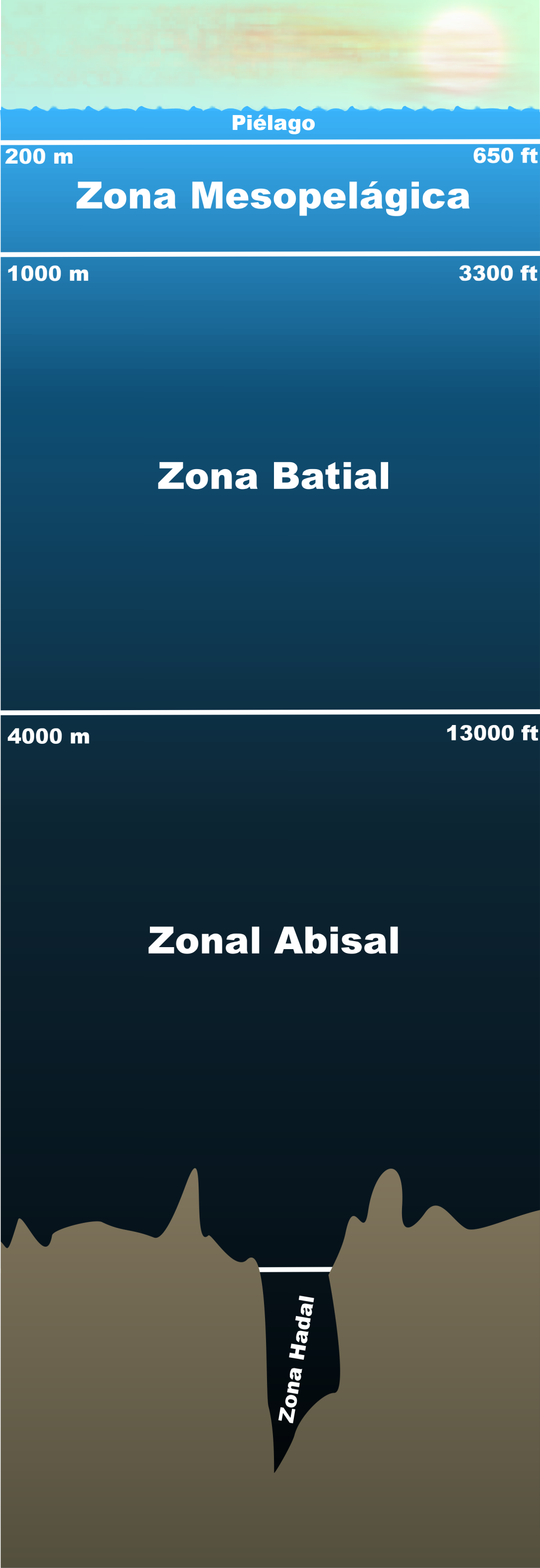
Diagrama de los niveles de la zona pelágica.

En oceanografía, hadal o zona del hades, es uno de los niveles en los que está dividido el océano según su profundidad, correspondiendo la zona hadal a las aguas y fondos marinos por debajo de la zona abisal y, por tanto, más profundas del océano en las grandes fosas oceánicas situadas a más de 6000 metros de profundidad. Representa aproximadamente entre el 1-2% de la zona béntica global. Esta región se caracteriza por un ambiente frío, presión hidrostática extremadamente elevada (aumenta en 10 atm por cada 100 m de profundidad, alcanzando ~1,000 atm en las fosas oceánicas más profundas), escasez de nutrientes, ausencia total de luz e hipoxia.
Hadal es una palabra francesa que significa “lugar de la muerte”, referido a su vez al dios griego de los infiernos, Hades, y sus dominios.
En 1960, Jacques Piccard y Don Walsh alcanzaron la Fosa de las Marianas, la fosa oceánica más profunda de la Tierra, y observaron vida. En exploraciones posteriores, se descubrieron cientos de especies que habitan en las profundidades, incluyendo microbios, protistas, gusanos, Porifera, Mollusca, Echinodermata, Crustacea, Cnidaria y peces. Las especies de vertebrados hadales más comunes son los peces babosos (familia Liparidae), que tienen el mayor rango de profundidad (superiores a los 8.100 m). Se cree que la mayoría de los seres vivos aquí son capaces de sobrevivir a los más de 1.100 atmósferas de presión presentes en este ambiente extremo; lo hacen gracias a la nieve marina que cae de los niveles superiores o gracias a las reacciones químicas que rodean a las fumarolas hidrotermales.
La parte hadal de los océanos sólo representa el 1,9% de la superficie de los mares. Prácticamente se reduce a las grandes fosas abisales.